# Diuronotus rupperti
Diuronotus rupperti är en djurart som tillhör fylumet bukhårsdjur, och som beskrevs av Todaro, Balsamo och Kristensen 2005. Diuronotus rupperti ingår i släktet Diuronotus och familjen Chaetonotidae. Inga underarter finns listade i Catalogue of Life.